# Українсько-румунські відносини
Українці й румуни межують між собою на довжині 900 км. Українські племена або їхні предки становили один з субстратів румунського народу на північному сході Румунії. Обидва народи зближувала православна віра і боротьба проти татар і осман. Вони близькі між собою соціальною структурою, побутом і народною творчістю, століттями живуть один поряд з іншим. Взаємовідносини на політичному і вищому культурному рівні були близькі у 16—17 століттях, згодом незначні, головним чином через брак Української та Румунської національної держави. У новіші часи вони сильніші на Буковині, де взаємодіють два народи.

## Історія

### До Першої світової війни
До створення Румунії (1859) українсько-румунські політичні зв'язки відбувалися переважно з безпосереднім сусідом України Молдовою. Вони були незначні з Валахією, а ще менші з Семигородом. У 16 і 17 століттях козаки допомагали не тільки Молдовському князівству, але й Валахії у їхній боротьбі проти Османської імперії, наприклад, у війську волоського воєводи Михайла Хороброго в 1595 році нараховувалося 7 000 козаків. Богдан Хмельницький уклав союз з Молдовою й одружив сина Тимоша з донькою молдовського господаря Василя Лупула — Розандою. Тиміш Хмельницький з 8 000 козаками пішов на захист свого тестя походом на Валахію, де зазнав поразки у битві над річці Фінті, а 1653 загинув у Сучаві. Щораз більше узалежнення України від Російської імперії, а румунських князівств від Османської імперії перекреслило почату співпрацю.
Після приєднання західної Буковини до Австрійської імперії (1774), а східної Буковини до Російської імперії (1812), в обох цих краях жили поряд українці, румуни і молдовани. На Буковині виникла між ними, у зв'язку з українським національним відродженням, гостра (зокрема з кінця 19 ст.) боротьба у політичній, церковній і культурній сфері. В Бессарабії через слабку національну свідомість українців і молдован етнічної маси і русифікацію вищих прошарків, українсько-молдовські взаємини були незначні. Бессарабські молдовани, які вчилися в університетах Києва і Харкова, ознайомилися з українським національним рухом і прихильно ставилися до нього. Нечисленні українські діячі культури, які деякий час жили в Басарабії (І. Нечуй-Левицький, М. Коцюбинський, М. Кропивницький), мали зв'язки з освіченими румунами і впливали на румунських авторів. У 1878 — 1882 роках Ф. Вовк перебував у Румунії, досліджував українське поселення в північній Добруджі, співпрацював з З. Арборе.

### Період Народної Республіки
Під час Української державності (1917–1921) з українського боку здійснювались заходи для унормування дипломатичних взаємин з Румунією. У січні 1918 з інформативною місією був висланий до Румунії — А. Галіп, пізніше представниками українських урядів в Румунії були: М. Галаган, В. Дашкевич-Горбацький і К. Мацієвич (1919 — 1922). Румунськими уповноваженими при українських урядах були генерали Коанда і Концеску. Румунія визнавала де-факто існування української держави, входила з українськими урядами у господарсько-торговельні зв'язки та була готова доставити зброю в заміну за господарські продукти, однак заломлення українського фронту в 1919 поклало край цим планам. Деякі конфлікти з Румунією були спричинені окупацією румунським військом Північної Буковини (11 листопада 1918) та Бессарабії (березень 1918), як також ударом в спину УГА у травні 1919, коли румуни захопили галицьке Покуття.

### Період Радянської Республіки
Українсько-румунські взаємини 1919-44 були позначені боротьбою української меншості в Румунії, зокрема на Буковині. Після 1944, в нових обставинах, як сателіт СРСР, Румунія в українському питанні дотримувалася директив СРСР. У культурній ділянці, крім молдовсько-українських зв'язків (див. Молдова), існували, хоч і незначні, зв'язки України з Валахією. Наприклад, Україна чимало спричинилася до заснування друкарства у Волощині, зокрема, завдяки митрополиту Петрові Могилі. Серед волоських учених Удріште Нестурел (17 в.) був у близьких культурних зв'язках з Києвом, а в своїх творах наслідував українських письменників. На Волощині чималий вплив мала граматика Мелетія Смотрицького, яку перевидано у Снаґові (1697) і в Римніку (1755); вона допомогла у створенні перших румунських граматик на Волощині. «Лексикон словеноросскій» П. Беринди був 5 разів перероблюваний румунською мовою. У Києво-Могилянській Академії навчалися визначні діячі Валахії: Удріште Нестурел, Вартоломей Мазаряну (1710 — 90; архімандрит, письменник і реформатор молдовських шкіл), Гавриїл Банулеску-Бодолі (пізніше митрополит Київський, потім 1802 — 1812 — Молдови і Валахії), єпископ Мельхіседек Штефанеску та інші. Український ігумен Паїсій Величковський, переїхавши 1779 до Нямцу, спричинився до відновлення румунського монастирського життя та активізував культурну і видавничу діяльність. Молдовський митрополит Веніамин Костаке (1768 — 1846) підтримував зв'язки з українськими церковними діячами та видав румунською мовою київський Synopsis (1837).

## Сучасні політичні відносини (після 1991)

### Новий етап відносин (1991—2004)
Після розпаду СРСР, Румунія була однією з перших країн, які визнали незалежну державу Україну. 1 лютого 1992 року були встановлені дипломатичні відносини. Таким чином, Румунія приділила особливу увагу розвитку політичних, дипломатичних та економічних відносин з Україною, сусідньою державою, яка має значно довшу берегову лінію Чорного моря. Проте, політичні лідери в Бухаресті тільки в останні роки усвідомили, що Румунія всебічно зацікавлена мати по сусідству сильну Українську державу, життєздатну, легітимну в очах власного народу, ці функції будучи гарантією того, що не буде ніякого транскордонного «ефекту переливу» (spill over) нетрадиційних ризиків, таких як організована злочинність, тероризм, незаконна торгівля зброєю тощо. Обидві країни вважаються одними із найбільших важливих в Центральній і Східній Європі за чисельністю населення: майже 20 мільйонів осіб налічує населення Румунії в межах кордонів (див. Результати останнього перепису населення) і близько 45 мільйонів — має Україна. Обидві країни проекспериментували часто болісний перехід до діючої ринкової економіки, зміцнення правової держави і демократії.
Після 1991 року, політики в Бухаресті та Києві налагодили зовнішню політику, спрямовану на інші регіони, на інших великих гравців та з іншими пріоритетами. Румунія зосередила зусилля на зближенні із Заходом, який вважає природним полюсом ідентичності румунського народу з історичного і цивілізаційного поглядів, в той час як Україна почала розвивати типову стратегію коливання між Сходом і Заходом, будучи не в змозі отримати гарантії щодо інтеграції в ЄС і НАТО та відірватися від Росії, котра робила все аби не втратити останній оплот колишньої імперії. Західні країни або не вважали Україну готовою до інтеграції через початкову стадію демократизації і відсутність певних елементів верховенства права, або побоялися реакції Росії.
Україно-румунські відносини не можна розглядати без врахування присутності поблизу Росії. Обидві країни мусять якомога відповідальніше враховувати роль Росії, ґрунтуючись на прозорості та добросовісності, у протилежному випадку ризикуючи спричинити непотрібні тертя у двосторонніх відносинах між Києвом і Бухарестом. Румунські можновладці, навіть якщо їм це не сподобалося, в повній мірі зрозуміли суверенне рішення Києва продовжити угоду з питань перебування Чорноморського флоту Російської Федерації у Севастополі до 2042 року, а також рішення відмовитися від членства в НАТО. У румунських ЗМІ багато писалося про можливе розміщення військових баз Росії на українській території, на кордоні з Румунією. Румунія зацікавлена в тому, щоб російська військова діяльність на українській території (наприклад, флоту, що базується у Севастополі, Криму) не була спрямована проти румунських, європейських та євро-атлантичних інтересів і, щоб Росія не використовувала українські території в недружніх цілях. У свою чергу, Румунія повинна ясно дати зрозуміти, що не дозволить розгортання антиукраїнських діяльностей на своїй території. В іншому випадку, спіраль недовіри поступово або швидко може перетворитися в спіраль ворожості.
Румунський та український народи мають спільну культурно-візантійську спадщину (що розвинулася на слов'янських засадах) та постать Петра Могили, як можливий символ примирення. Слід зробити ряд рішучих, прагматичних кроків, щоб зменшити поточний стан напруженості.

### Територіальні суперечки (2004—2009)
В 2000-их роках між Румунією та Україною існувала територіальна суперечка щодо делімітації морських кордонів виключної економічної зони і розділу континентального шельфу в Чорному морі в районі острова Зміїний. 3 лютого 2009 року суд оголосив рішення, яке встановлює морські кордони між державами і визначає виключні економічні зони Румунії та України. При цьому обидві сторони висловили задоволення рішенням суду.

### Після 2014
Після початку російської військової агресії проти України в 2014 між країнами спостерігається значне потепління у відносинах після десятиліть взаємних докорів, пов'язаних із територіальною суперечкою. Захоплення Криму у 2014 році Росією румунська влада сприйняла з тривогою, це спонукало її до перегляду своєї зовнішньої політики щодо України. 
Румунія з початку україно-російського протистояння у 2014 р послідовно підтримує територіальну цілісність і суверенітет України та засуджує агресивні дії Росії. З одного боку, позиція румунської сторони пояснюється її прагненням чітко дотримуватись офіційного курсу ЄС та НАТО, з іншого – усвідомленням, що дії РФ загрожують безпеці Румунії. Адже в разі реалізації проекту “Новоросія” біля її кордонів з’явиться ще одна невизнана держава, яка разом з Придністровською Молдавською Республікою та АТУ Гагаузією ще більше дестабілізує ситуацію в Причорноморському регіоні та впритул наблизить Росію до румунських кордонів. Слід підкреслити, що українські події поставили на задній план протиріччя, які ще донедавна були каменем спотикання між двома сторонами (зокрема, територіальні питання, становище нацменшин тощо). Своєрідною гарантією національної безпеки Румунії є існування стабільної та цілісної України, інтегрованої в європейський політичний та економічний простір.
21 квітня 2016 року президент України Петро Порошенко відвідав з офіційним візитом Румунію. Він провів зустріч зі своїм румунським колегою Клаусом Йоганнісом, а також з прем'єр-міністром цієї країни та іншими політиками. Сторони зазначили, що контакти між країнами були активізовані на найвищому політичному рівні, інститути двосторонньої співпраці відновлено, зокрема у сфері безпеки. Візит Петра Порошенка супроводжувався заявами про готовність поглиблювати контакти з Румунією в економічній, оборонній, освітній та культурній галузях.

## Культурні зв'язки
У 19 столітті до румунсько-українського культурного зближення спричинилися румунські письменники і науковці: Олександр Гаждеу (1811 — 74; писав про Г. Сковороду), його син Богдан Гаждеу (1838 — 1907; уроженець Хотину, вихованець Харківського університету, був у приязних стосунках з О. Потебнею, писав на українські теми: «Йон-вода Лютий», «Домніца Роксана»), Ґ. Асакі (1788 — 1869), Н. Гане (1830 — 1916; повість «Домніца Руксандра»), К. Стаматі (1785 — 1869), славісти Йон Боґдан (1864 — 1919) та І. Біяну (1856 — 1935), політичний діяч К. Доброджану-Ґеря (1855 — 1920) та інші.
У 20 столітті українським питанням цікавилися румунські діячі: громадський діяч З. Арборе; письм. — М. Садовину, М. Сорбул, Л. Фунта, Е. Боґдан; літературознавці: Е. Калімар (писав про І. Франка та Т. Шевченка), М. Ласло («Шевченко в Румунії», про Г. Сковороду); історики: Н. Йорґа, Й. Ністор (обидва ставилися неприхильно до української проблеми і заперечували автохтонність українців на Буковині і Бессарабії), С. Чобану, П. Панаїтеску та (після 1944): П. Константінеску-Яш, Ґ. Безвіконі, А. Віану, Д. Струнґару, Д. Мазілу, М. Дан; мовознавців: М. Штефанеску, П. Петровіч. Найбільше уваги румунські дослідники й письменники присвячували українсько-румунським зв'язкам 17 століття. Чимало статей про румунсько-українські зв'язки містить славістичний журнал «Romanoslavica» (з 1958 у Бухаресті). На еміграції про румунсько-українські взаємини писали Ґ. Чоранеску, Е. Турдяну. Румунсько-українські зв'язки досліджували в Молдавській РСР: М. Мохов, В. Гацак, І. Вартічан, К. Попович.
Серед українських вчених і письменників румунсько-українські взаємини досліджували історики: Ю. Венелін (вивчав слов'янські рукописи у румунських бібліотеках), А. Петрушевич (молдовсько-українські зв'язки), І. Шараневич, О. Калужняцький, В. Милькович, Є. Козак, М. Кордуба, Ф. Шевченко, О. Карпенко, М. Чередарик; етнографи й літературознавці: М. Драгоманов, Ф. Вовк, І. Франко, О. Романець, І. Ребошапка, В. Зеленчук; музикознавці: С. Воробкевич, К. Квітка; мистецтвознавець В. Кармазин-Каковський; мовознавці: П. Бузук, Д. Шелудько, О. Огієнко, В. Сімович, І. Шаровольський, Р. Смаль-Стоцький, С. Семчинський, І. Дощівник, Ю. Кокотайло, О. Горбач, М. Павлюк; письменники: Ю. Федькович, С. Воробкевич, М. Коцюбинський, Г. Хоткевич, Я. Стецюк, В. П'янов, А. М'ястківський.
Румунська література довгий час була мало доступна українському читачеві, з неї українською мовою перекладені: роман Б. Гадшеу «Резван і Відра», «Поезії» М. Емінеску (переклад М. Рильського, В. Сосюри, М. Терещенка, Я. Шпорти), драма Й.-Л. Караджале «Загублений лист» (переклад Є. Дроб'язка), роман Л. Ребряну «Йон», повісті й романи М. Садовяну «Митря Кокор», «По дорозі в Хирлеу», «Нікоаре Підкова», поезії В. Тульбуре. Чимало творів румунської літератури переклав В. Д'янов, А. М'ястківський.
Румунською мовою вийшли твори Т. Шевченка «Cobzarul» (1957; переклад В. Тульбуре, передмова М. Садовяну), М. Коцюбинського, І. Франка, Лесі Українки, В. Стефаника, О. Кобилянської, Ю. Янонського, а також українські новелі (твори О. Гончара, Є. Гуцала, В. Дрозда, Б. Шевчука тощо).
Почавши з 1958, у Києві й інших містах України Українське Товариство Культурних Зв'язків з закордоном організує «Дні румунської культури» з виступами румунських солістів, національного театру ім. Караджале, висвітленням румунських фільмів та влаштуванням книжкової і мистецьких виставок. Малодіяльним було Українське Відділення Товариства Румунсько-Радянської Дружби (з 1959).

## Економічні зв'язки
Економічні зв'язки між Румунією й Україною були до половини 1940-х років незначні (річний торговельний оборот 500—600 000 карбованців).
З 1950 торгівля почала зростати (у млн карб., включаючи транзит): Торговий баланс для України був дещо негативним. Експорт УРСР до Румунії становив близько 8 % загального українського експорту (включаючи й експорт до інших республік СРСР), експорт Румунії до УРСР — близько 20 % загального експорту Румунії. Україна імпортувала з Румунії пиляну деревину (близько 260 000 м³ на рік; 12 % всього румунського експорту), нафтопродукти (близько 460 000 т на рік), вантажні вагони, сільсько-господарські машини, хімічне устаткування, меблі, одяг, взуття, консерви, овочі. До Румунії Україна ввозила насамперед сировину: залізну руду (1971 — 50 % імпорту Румунії), кокс (29 %), електроенергію (16 %), чавун (12 %), кам'яне вугілля (7 %), далі металевий прокат, верстати, енергетичне устаткування, невеликі кораблі, літаки, годинники. У рамках технічної допомоги й довготермінових кредитів СРСР Румунії Україна брала участь у будівництві близько 80 підприємств. Пізніше велике значення для Румунії мала українська економічна допомога у будівництві металургійного комбінату в Галаці.

## Галерея

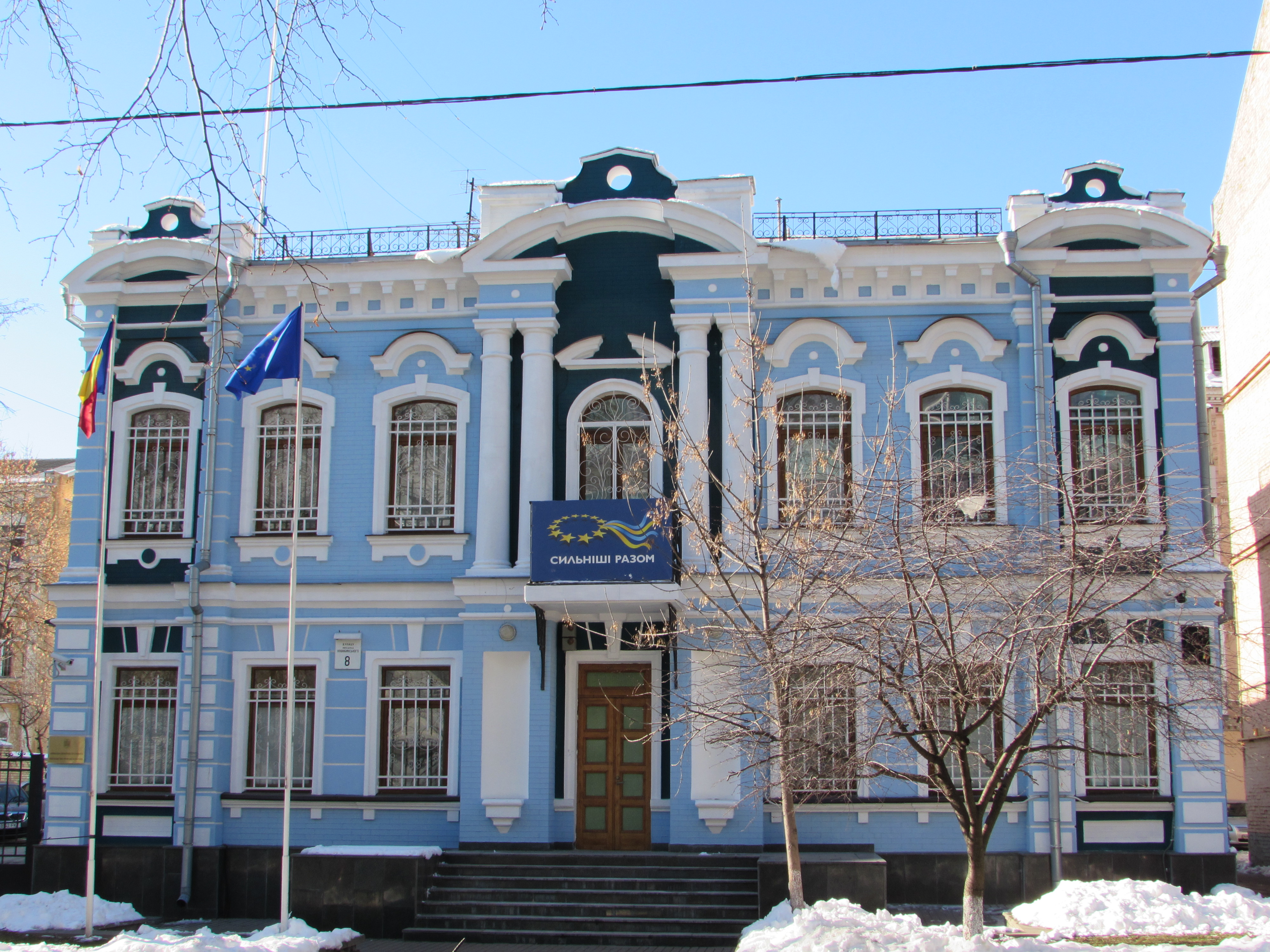
Посольство Румунії
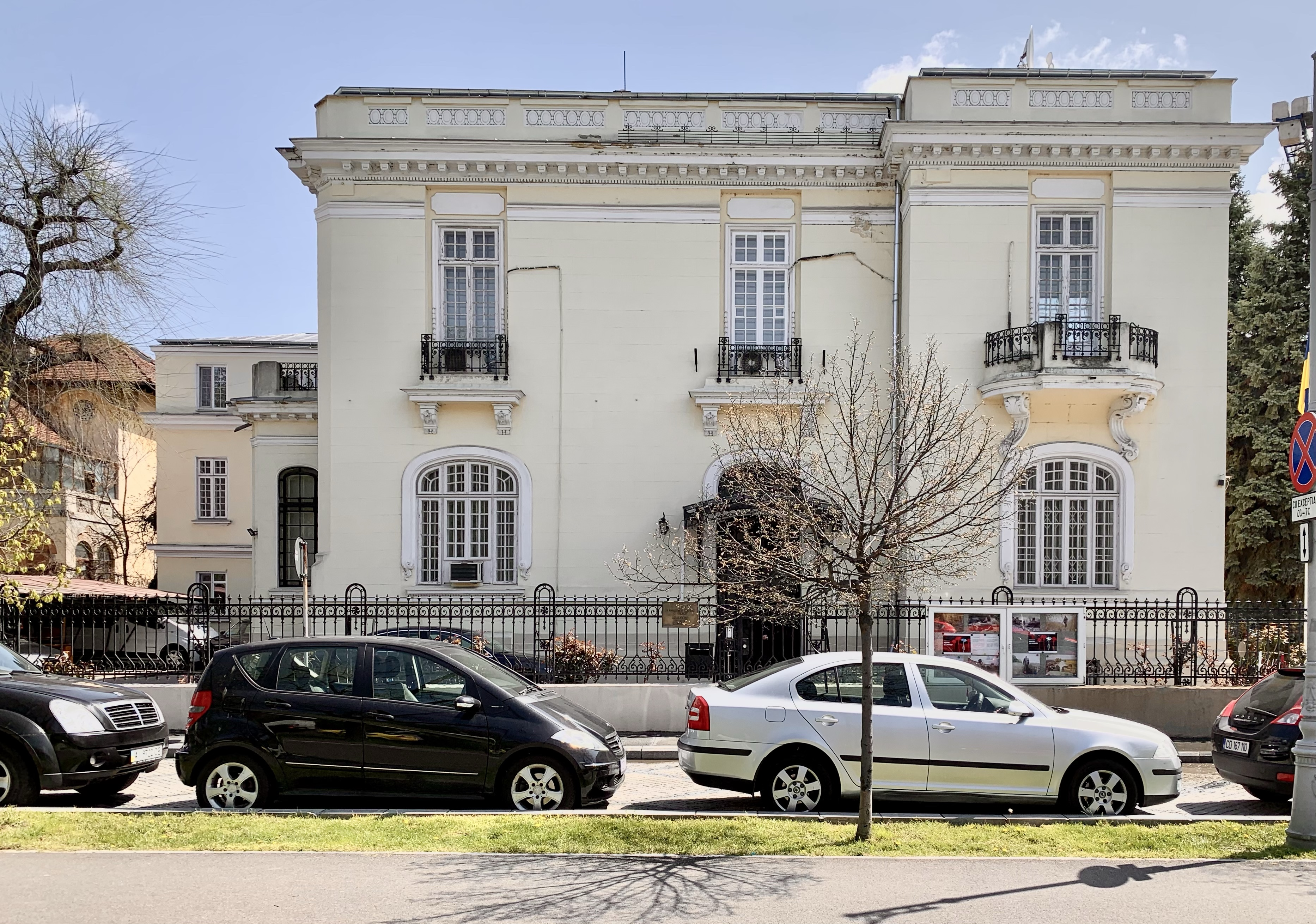
Посольство України